# NGC 1659
NGC 1659 est une galaxie spirale située dans la constellation de l'Éridan. NGC 1659 a été découverte par l'astronome germano-britannique William Herschel en 1786. Cette galaxie a aussi été observée par l'astronome américain Lewis Swift le 22 octobre 1886 et elle a été ajoutée au New General Catalogue sous la désignation NGC 1677.

## Caractéristiques
Sa vitesse par rapport au fond diffus cosmologique est de 4 634 ± 6 km/s, ce qui correspond à une distance de Hubble de 68,4 ± 6,0 Mpc (∼223 millions d'al).
À ce jour, 11 mesures non basées sur le décalage vers le rouge (redshift) donnent une distance de 43,818 ± 19,331 Mpc (∼143 millions d'al), ce qui est tout juste à l'extérieur des valeurs de la distance de Hubble. Notons cependant que c'est avec la valeur moyenne des mesures indépendantes, lorsqu'elles existent, que la base de données NASA/IPAC calcule le diamètre d'une galaxie et qu'en conséquence le diamètre de NGC 1659 pourrait être d'environ 33,8 kpc (∼110 000 al) si on utilisait la distance de Hubble pour le calculer.
Notons que la galaxie NGC 1677 est identifiée à PGC 16146 sur la base de données Simbad, ce qui semble erroné.
La classe de luminosité de NGC 1659 est II-III et elle présente une large raie HI.

## Groupe de NGC 1667
NGC 1659 fait partie d'un groupe de galaxies, le groupe de NGC 1667 qui comprend au moins 9 galaxies. Les sept autres galaxies du groupe inscrites dans l'article de A.M. Garcia paru en 1993 sont NGC 1645, IC 387, IC 2097, IC 2101, MCG -1-13-12, PGC 15779 et PGC 16061.